# Annivite-(Zn)
L'annivite-(Zn) (simbolo IMA: Anv-Zn) è un raro minerale del gruppo della tetraedrite e, al suo interno, del sottogruppo dell'annivite; appartiene alla famiglia minerale dei "solfuri e solfosali" e possiede composizione chimica Cu6(Cu4Zn2)Bi4S13.

## Etimologia e storia
Il nome del minerale conserva un fatto ora non più accreditato come vero: si era chiamato annivite un minerale trovato ad Anniviers (Canton Vallese, Svizzera) e che si è rivelato successivamente essere tennantite-(Fe) ricca di bismuto. Il suffisso Zn sta a indicare il suo contenuto di zinco.
I campioni tipo sono depositati presso la collezione del Dipartimento di mineralogia e petrologia del "Museo nazionale di Praga" con il numero di catalogo P1P 50/2023, e presso il "Museo di storia naturale dell'Università di Pisa" con il numero di catalogo 20069.

## Classificazione
Essendo stata approvata dall'Associazione Mineralogica Internazionale (IMA) nel 2023, l'annivite-(Zn) non compare nella classica nona edizione della sistematica dei minerali di Strunz, aggiornata dall'IMA fino al 2009.
Il minerale è presente nell'edizione successiva, proseguita dal database "mindat.org", nella quale l'annivite-(Zn) è elencata nella classe "2. Solfuri e solfosali (solfuri, seleniuri, tellururi; arseniuri, antimoniuri, bismuturi; solfoarseniuri, solfoantimoniuri, solfobismuturi, ecc.)" e da lì nella sottoclasse "2.G Solfoarseniuri, solfoantimoniuri, solfobismuturi"; questa viene suddivisa più finemente in base alla presenza o meno di zolfo aggiuntivo, in modo tale da trovare l'annivite-(Zn) nella sezione "2.GB Neso-solfoarseniuri, ecc. con S aggiuntivo", dove insieme a molti altri minerali forma il sistema nº 2.GB. in attesa di assegnazione di un numero di gruppo.

## Abito cristallino
L'annivite-(Zn) cristallizza nel sistema cubico nel gruppo spaziale I43m (gruppo nº 217) con il parametro reticolare a = 10,3545(6) Å,oltre ad avere 2 unità di formula per cella unitaria.

## Origine e giacitura
L'annivite-(Zn) è stata trovata in paragenesi con bismite, bismuto nativo, emplectite, metazeunerite, tennantite-(Fe), tennantite-(Zn), tetraedrite-(Zn), minerali del gruppo della vivianite, walpurgite e wittichenite.
Il minerale è molto raro ed è stato trovato solo nella sua località tipo, la vena "Geister" (50.369°N 12.89715°E) all'interno della miniera di "Rovnost" presso Jáchymov (distretto di Karlovy Vary) nella Repubblica Ceca e, sempre nel medesimo Stato, è stato rinvenuto anche nella vena "Václav" a Příbram nell'omonimo distretto.
Altro ritrovamento si è verificato presso Sandviken nella contea di Gävleborg (Svezia).

## Forma in cui si presenta in natura
L'annivite-(Zn) forma grani anedrali, di dimensioni fino a 50 μm e in zone di crescita (fino a 100 μm di spessore) in grani di annivite(Zn)/tennantite-(Zn) zonati. Il minerale è opaco con lucentezza metallica; il colore è grigio scuro e quello del suo striscio sulla mattonella di prova è grigio.